# Кроуновская культура
Кро́уновская культу́ра — археологическая культура Приморского края, времён железного века. Происхождение кроуновской культуры неясно, основным видом хозяйства кроуновской культуры было земледелие, скотоводство и охота были, но в меньших масштабах.

## Происхождение
Существуют разные мнения о происхождении кроуновской культуры. Есть предположения, что кроуновская культура произошла от янковской культуры. Также есть мнения что кроуновская культура пришла извне и что она образовалась из местного населения озера Ханка.

## Распространение
Первые памятники кроуновской культуры были найдены в окрестностях озера Ханка. Затем кроуновская культура распространилась на бассейны рек Раздольная и Артёмовка. Под конец своего существования культура распространилась в Юго-восточном Приморье.
Кроуновская культура почти полностью вытеснила янковскую культуру, после этого янковская культура осталась только в части Хасанского района, от устья реки Туманная до устья реки Раздольная.
Также считается, что племена воцзю в Китае и окчо в Корее принадлежат к кроуновской культуре.

## Жилища и поселки
Поселения кроуновской культуры в основном были плотно расположены в долинах рек. Численность населения поселений достигала 150—500 человек, это были по тогдашним меркам довольно большие посёлки.
Кроуновцы первыми начали строить посёлки с улицами. Все предыдущие культуры Приморья строили дома беспорядочно или кругом.
Ныне известно около 80 посёлков кроуновской культуры в Приморье. К числу наиболее хорошо изученных относятся: Кроуновка-I в Уссурийском районе, Оленевод-I под Артёмовкой, Киевка в Лазовском и Семипятная в Ханкайском районах.
Как правило, посёлки располагались в континентальных районах и долинах рек, редко когда они располагались у морского побережья.
Наиболее крупные посёлки располагались в бассейне реки Раздольной, их размер достигал 12 тысячи квадратных метров. К числу таковых посёлков относились: Кроуновка и Корсаковское-II.
Жилища кроуновцев были каркасными, размер их достигал 100 квадратных метров, в период расцвета кроуновской культуры. Жилища строили из дерева, они были четырёхугольные, дверь располагалась в одной из боковых стен. В качестве источника тепла изначально использовали очаг, позднее его облицовывали каменными плитами, самым поздним вариантом очага был кан.

## Социальная структура
В социальной структуре кроуновской культуры, важное место занимал вождь. В отличие от предыдущих культур Приморья, состоявших в основном из общин, кроуновская культура состояла из племён, во главе которых был вождь.

## Хозяйство
В отличие от янковской культуры, кроуновская культура в основном занималась земледелием. Также важную роль начало играть скотоводство, кроуновцы разводили свиней, коров и лошадей. Охота по-прежнему играла немаловажную роль, особенно важной была охота на копытных животных.
Железных и бронзовых изделий у кроуновцев было мало, но больше, чем у янковцев. Появились железные копья, топоры, наконечники стрел и ножи.
Также кроуновская культура имела промышленность, пусть и малоразвитую. В посёлке Олений-I были найдены производственные площадки, на которых изготавливались керамические светильники и заготовки каменных плит.
Посуда была более примитивной, чем янковская. Глиняная посуда делалась без гончарного круга, стенки были толстыми и почти без орнамента. На последнем этапе кроуновской культуры в гончарстве начался упадок.

## Гибель
В III веке н. э. польцевская и ольгинская культуры начали миграцию из северного Приморья в южное. В результате их экспансии кроуновская культура была вытеснена.